# Cludinico
Cludinico (Cludini in friulano) è una frazione del comune di Ovaro (UD). Si trova a 720 m in Val Degano, alla sinistra orografica del torrente. In paese si trova la chiesa di San Bartolomeo, citata per la prima volta nel 1341.

## Storia
Dalla metà del XIX secolo a Cludinico si è avuta la presenza di attività estrattive, con l'apertura di una "miniera di carbone". Abbandonata dopo pochi anni, essa fu riaperta tra il 1873 ed il 1876, per poi essere nuovamente chiusa agli inizi del '900.
Durante il ventennio fascista il sito venne riattivato, impiegando fino a 1600 persone provenienti da tutta Italia, e raggiungendo uno sviluppo complessivo di 120-150 kilometri.
La miniera, sebbene non ancora esaurita, è stata definitivamente chiusa negli anni '50 a causa dei costi eccessivi, ma dal 2009 è stata recuperata a fini culturali, didattici e turistici.

## Miniera di Cludinico
Il carbone, dislocato a ferro di cavallo dalle Alpi Orientali fino all'Istria, trova in Friuli-Venezia Giulia i maggiori giacimenti nel sottosuolo di Cludinico (750 m s.l.m.), frazione del comune di Ovaro.
L'attività estrattiva, iniziata già ai primi del 1800, si sviluppò con alterne fortune sino al 1956; all'apice della sua attività furono impiegate oltre 1500 unità provenienti da tutta Italia, che si servirono di ben 150 km di gallerie, 25 delle quali provviste di carrelli e vagoni.
La frazione di Cludinico si trasformò per molti anni in un villaggio minerario, completo di dormitori, mensa e impianti vari.
In totale vennero prodotte 365.000 tonnellate di carbone su una superficie di 410.000 m2, con spessori di carbone variabili da 10 cm a 4 m.
Il Museo-Punto Informativo (facente parte del sistema museale della Carnia), che raccoglie i visitatori all'ingresso della frazione di Cludinico, espone reperti per lo più donati direttamente da ex minatori o dai loro discendenti.
Il Museo funge anche da base di partenza per le visite guidate alla Miniera "Creta d'Oro", i cui due ingressi sono raggiungibili percorrendo la stessa vecchia strada calpestata dai minatori che dagli alloggi di Cludinico si recavano al lavoro.
Le visite guidate consentono di accedere all'interno della Miniera lungo i tratti di galleria già interamente ripristinati: un mondo del tutto inusuale fatto di carbone, di tracce lasciate dai minatori, ma anche da straordinarie manifestazioni della natura.

## Galleria d'immagini

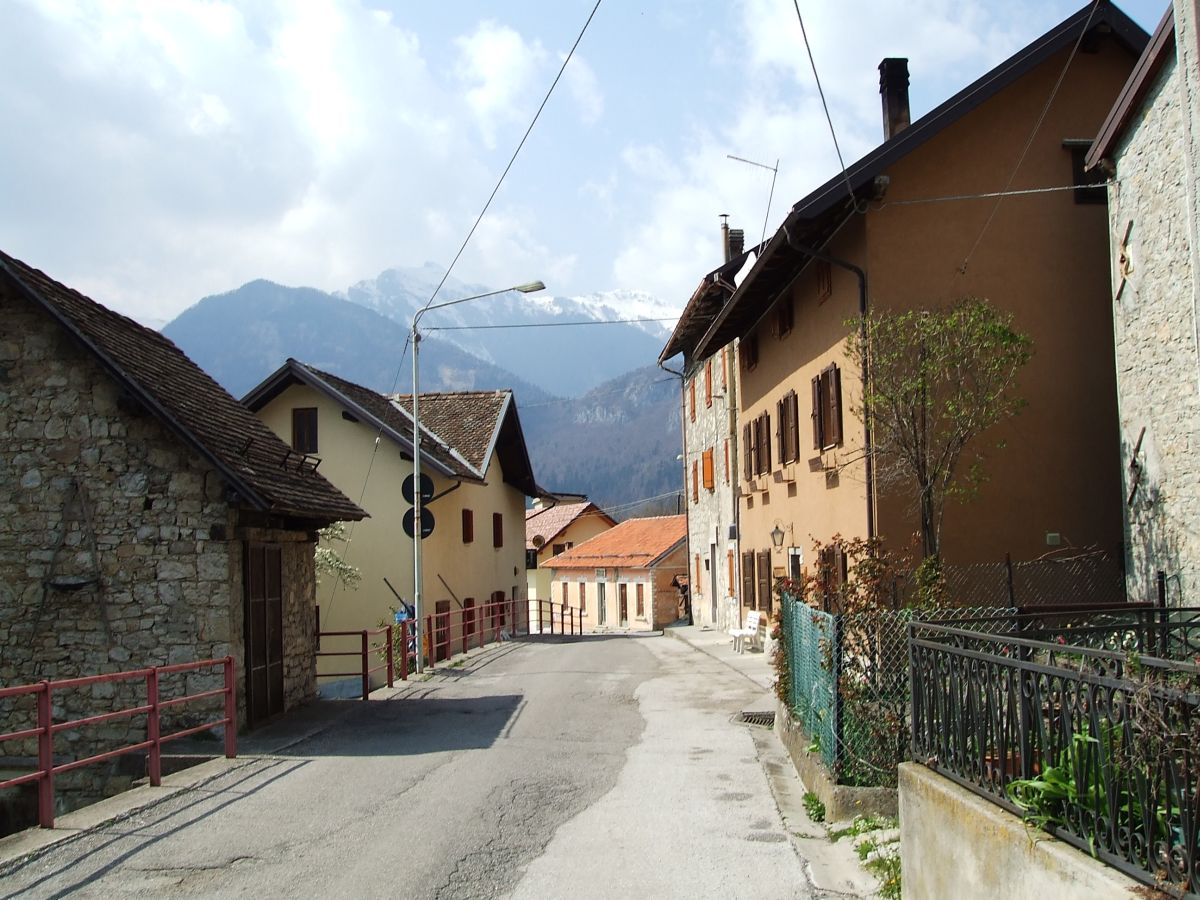
scorcio del paese
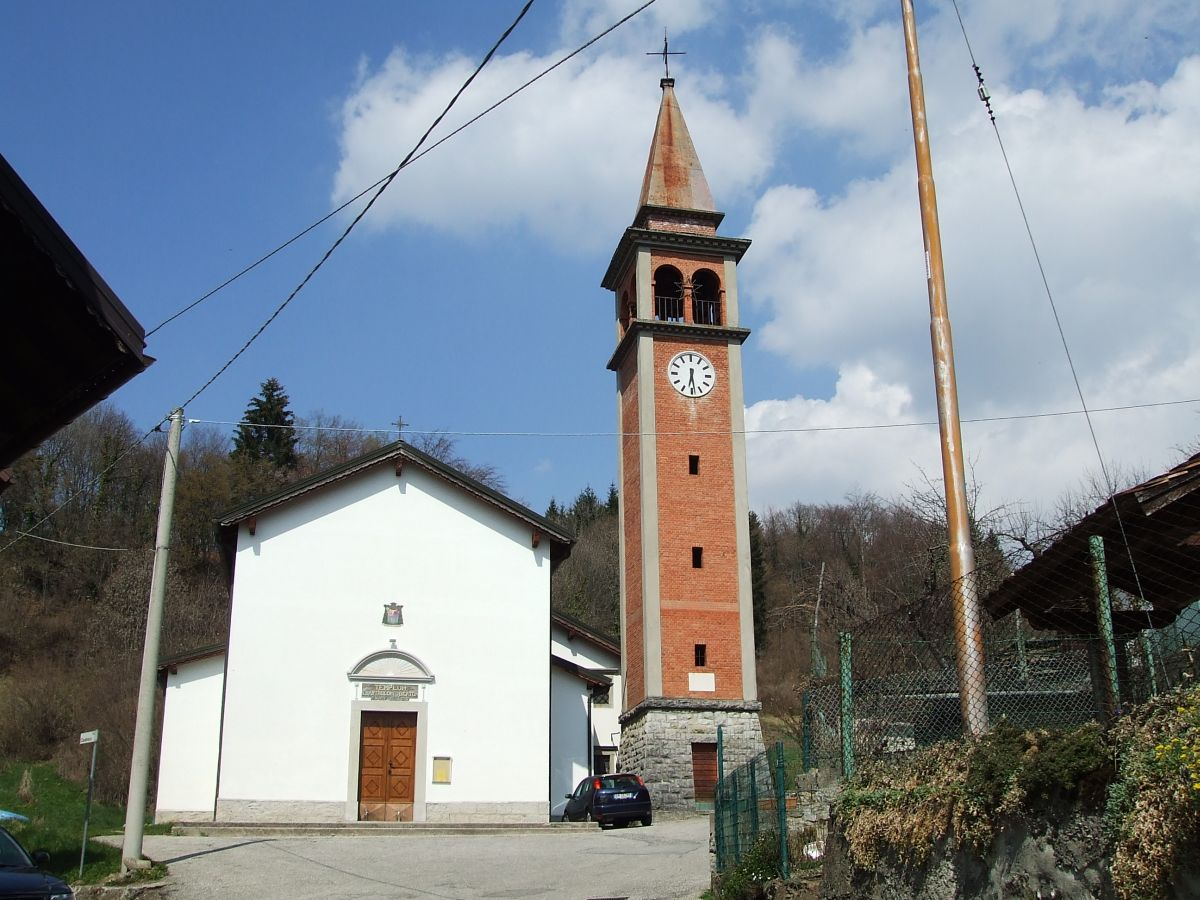
la chiesa di San Bartolomeo